# Isolde Elchlepp
Waltraud Isolde Elchlepp (née le 20 mai 1942 à  Strasbourg) est une chanteuse allemande, ayant aussi chanté sous le nom de Dominique.

## Biographie
Isolde Elchlepp grandit à Karlsruhe puis à Brighton. Son père est décédé pendant la Seconde Guerre mondiale et sa mère déménage à Munich avec Waltraud et sa sœur aînée, où elle étudie la musique. Dès l'enfance, elle veut devenir chanteuse d'opéra. À la demande de la mère, Elchlepp est d'abord styliste avant de pouvoir aller au conservatoire. Deux ans plus tard, un chef de chœur lui fait enregistrer des cassettes de démo et les envoie à plusieurs producteurs de disques.
Gerhard Mendelson, un producteur autrichien, la découvre et lui donne son premier contrat d'enregistrement en 1965 sous le nom de Dominique. Elle commence avec du schlager puis se fait un nom avec le chant de révolte Der ewige Soldat, adaptation de The universal soldier de Buffy Sainte-Marie par Max Colpet. Elle chante également Bob Dylan, Werner Scharfenberger, Pete Seeger ou Udo Westgard.
Après avoir terminé ses études de musique, elle reçoit une formation au Bayerische Staatsoper. À partir de ce moment, elle a pour nom Isolde Elchlepp. À partir de 1973, elle chante des rôles mineurs dans des opéras comme Madame Butterfly et Der Rosenkavalier en 1975.
De 1975 à 1982, elle fait partie du théâtre de Brême. De 1982 à 1988, elle est engagée au Hessisches Staatstheater, de 1985 à 1987 elle joue à Bayreuth et Bâle et est à partir de 1988 membre du Niedersächsische Staatstheater Hannover.

## Discographie
Singles (Polydor)
- 52 607 A Der ewige Soldat – 52 607 B Aber ich wart auf dich – 1966
- 52 695 A Ist das die Welt, die wir mal erben sollen? – 52 695 B Wie es früher war – 1966
- 52 723 A Und was wird morgen sein? – 52 723 B Der Brief von drüben – 1966
- 52 836 A Ich hab in der Liebe kein Glück – 52 836 B Und wieder steht der Sonntag vor der Tür – 1967
- 53 023 A Tausend Straßen – 53 023 B Du lachst mich aus – 1968

Album
Dominique – Krieg im Frieden – Polydor/Stern-musik Nr. 249078
- Der ewige Soldat – Saint Marie/Donovan/Colpet
- Krieg im Land – Stockey/Yarrow/Bader
- Starfighter-Ballade – Westgard/Bader
- Schlaf ein – Angelina – Dylan/Bader
- Das Schlüsselkind – Westgard/Bader
- Sag’ mir, wo die Blumen sind – Seeger/Colpet
- Der Brief von drüben – Westgard/Bader
- Zeig mir eine Insel – Westgard/Colpet/Rotter
- Man geht nicht mehr ohne Doppelkinn Müller/Prottel
- Die Antwort weiß ganz allein der Wind – Dylan/Bradtke
- Sergeant Marie – Westgard/Bader
- Ist das die Welt, die wir mal erben sollen – Scharfenberger/Colpet

## Source de la traduction
- (de) Cet article est partiellement ou en totalité issu de l’article de Wikipédia en allemand intitulé « Isolde Elchlepp » (voir la liste des auteurs).